# Стайчин дол
Стайчин дол е село в Южна България.
То се намира в община Мадан, област Смолян.

## География
Село Стайчин дол се намира в планински район.